# Agrupació Musical Ontinyent
L'Agrupació Musical Ontinyent és una banda de música d'Ontinyent, creada el 1996. Des del 1997 va crear L'escola de Música d'Ontinyent amb la finalitat de fomentar la cultura musical.
Debuta al públic a la primera festa de Santa Cecília, celebrada el 23 de novembre de 1997, en un concert al Teatre Echegaray d'Ontinyent entraren a formar part d'aquesta entitat musical set nous musics. L'entitat ha estat dirigida per Francisco Valor, José-Rafael Pascual Vilaplana i Carlos Pellicer entre d'altres. A més a més, fa masterclasses d'instruments i ha acollit una exposició d'instruments. Des dels seus inicis, l'Agrupació Musical Ontinyent ha dedicat tots els anys, exceptuant el 2014, mitja part del concert del mig any a homenatjar a un director de renombrable nom dins de la música dels Moros i Cristians.
L'any 2008 guanya el segon premi i l'any 2009 el primer premi de Música Festera de la Ciutat de Villena i el 19 de maig del 2010 és guardonada amb 372 punts al Certamen de la Diputació de València per a l'obra Porta de l'Àngel del compositor ontinyentí Saül Gómez i Soler, que el 2014 va ser proposada al Hollywood Music in Media Awards.

## Discografia
- Mozárabes 1960, sota la direcció d'Enric Alborch i Tarrasó (2010)[9][10]
- Concert Fester Cants de Càrrec, sota la direcció d'Enric Alborch i Tarrasó (2010)[11]
- DHIMMA, música de una comparsa, música per a una capitanía, sota la direcció d'Alvaro Gomez Gomez (2023).